# Melanitis ismenides
Melanitis ismenides är en fjärilsart som beskrevs av Hans Fruhstorfer 1911. Melanitis ismenides ingår i släktet Melanitis och familjen praktfjärilar. Inga underarter finns listade i Catalogue of Life.